# Campeonato Mundial de Natação em Piscina Curta de 2018 - 50 m borboleta masculino
A prova dos 50 metros nado borboleta masculino do Campeonato Mundial de Natação em Piscina Curta de 2018 foi disputado entre os dias 14 e 15 de dezembro de 2018, no Hangzhou Sports Park Stadium, em Hangzhou, na China. 

## Recordes
Antes desta competição, os recordes mundiais e do campeonato nesta prova eram os seguintes:
|                       | Nome            | Nacionalidade | Tempo | Local     | Data                  |
| --------------------- | --------------- | ------------- | ----- | --------- | --------------------- |
| Recorde mundial       | Nicholas Santos | Brasil        | 21.75 | Budapeste | 6 de outubro de 2018  |
| Recorde do campeonato | Chad le Clos    | África do Sul | 21.95 | Istambul  | 6 de dezembro de 2014 |

Os seguintes recordes mundiais ou do campeonato foram estabelecidos durante esta competição: 
| Data           | Evento | Nome            | Nacionalidade | Tempo | Notas                 |
| -------------- | ------ | --------------- | ------------- | ----- | --------------------- |
| 16 de dezembro | Final  | Nicholas Santos | Brasil        | 21.81 | Recorde do campeonato |

## Medalhistas
| Ouro                  | Prata              | Bronze             |
| Nicholas Santos (BRA) | Chad le Clos (RSA) | Dylan Carter (TTO) |

## Resultados

### Eliminatórias
As eliminatórias ocorreram dia 14 de dezembro com um total de 104 nadadores. 
| Colocação | Bateria | Raia | Nadador                    | Nacionalidade          | Tempo | Notas            |
| --------- | ------- | ---- | -------------------------- | ---------------------- | ----- | ---------------- |
| 1         | 11      | 4    | Nicholas Santos            | Brasil                 | 22.41 | Q                |
| 2         | 9       | 3    | Dylan Carter               | Trinidad e Tobago      | 22.53 | Q                |
| 3         | 11      | 6    | Marius Kusch               | Alemanha               | 22.59 | Q                |
| 4         | 10      | 4    | Chad le Clos               | África do Sul          | 22.67 | Q                |
| 5         | 10      | 3    | Takaya Yasue               | Japão                  | 22.78 | Q                |
| 6         | 9       | 6    | Mikhail Vekovishchev       | Rússia                 | 22.79 | Q                |
| 6         | 10      | 2    | Ryan Coetzee               | África do Sul          | 22.79 | Q                |
| 8         | 10      | 5    | Yauhen Tsurkin             | Bielorrússia           | 22.80 | Q                |
| 9         | 9       | 5    | Takeshi Kawamoto           | Japão                  | 22.83 | Q                |
| 10        | 9       | 1    | Mehdy Metella              | França                 | 22.86 | Q                |
| 11        | 11      | 5    | Michael Andrew             | Estados Unidos         | 22.93 | Q                |
| 12        | 11      | 3    | Umitcan Gures              | Turquia                | 22.96 | Q                |
| 13        | 10      | 1    | Matteo Rivolta             | Itália                 | 23.02 | Q                |
| 13        | 10      | 9    | Niksa Stojkovski           | Noruega                | 23.02 | Q                |
| 15        | 10      | 7    | Piero Codia                | Itália                 | 23.03 | Q                |
| 16        | 9       | 7    | Matheus Santana            | Brasil                 | 23.08 | QSO              |
| 16        | 11      | 7    | Riku Pöytäkivi             | Finlândia              | 23.08 | QSO              |
| 18        | 10      | 6    | Deividas Margevičius       | Lituânia               | 23.10 |                  |
| 19        | 11      | 0    | Roman Shevliakov           | Rússia                 | 23.13 |                  |
| 20        | 9       | 0    | Hryhory Pekarski           | Bielorrússia           | 23.14 |                  |
| 20        | 11      | 1    | Daniel Zaitsev             | Estónia                | 23.14 |                  |
| 22        | 11      | 8    | Konrad Czerniak            | Polónia                | 23.19 |                  |
| 23        | 9       | 2    | Li Zhuhao                  | China                  | 23.21 |                  |
| 24        | 8       | 4    | Kristian Golomeev          | Grécia                 | 23.24 |                  |
| 25        | 11      | 9    | Damian Wierling            | Alemanha               | 23.26 |                  |
| 26        | 7       | 7    | Adilbek Mussin             | Cazaquistão            | 23.35 |                  |
| 26        | 11      | 2    | Jesse Puts                 | Países Baixos          | 23.35 |                  |
| 28        | 8       | 2    | Ben Hockin                 | Paraguai               | 23.37 |                  |
| 29        | 8       | 3    | Cameron Jones              | Austrália              | 23.40 |                  |
| 30        | 7       | 2    | Antani Ivanov              | Bulgária               | 23.42 |                  |
| 31        | 9       | 8    | Wang Peng                  | China                  | 23.48 |                  |
| 32        | 8       | 5    | Catalin Ungur              | Roménia                | 23.59 |                  |
| 33        | 8       | 6    | Julien Henx                | Luxemburgo             | 23.63 |                  |
| 34        | 9       | 9    | Berk Ozkul                 | Turquia                | 23.74 |                  |
| 35        | 8       | 0    | Adam Halas                 | Eslováquia             | 23.76 |                  |
| 36        | 8       | 1    | Heiko Gigler               | Áustria                | 23.77 |                  |
| 37        | 7       | 0    | Alexandre Perreault        | Canadá                 | 23.80 |                  |
| 38        | 7       | 4    | Manuel Leuthard            | Suíça                  | 23.89 |                  |
| 39        | 6       | 3    | Esnaider Reales            | Colômbia               | 23.96 |                  |
| 40        | 7       | 5    | Sajan Prakash              | Índia                  | 23.97 |                  |
| 41        | 6       | 5    | Chao Man Hou               | Macau                  | 24.04 |                  |
| 42        | 6       | 7    | Oliver Elliot              | Chile                  | 24.06 |                  |
| 43        | 7       | 3    | Adi Mešetović              | Bósnia e Herzegovina   | 24.07 |                  |
| 44        | 8       | 8    | Christoffer Carlsen        | Suécia                 | 24.17 |                  |
| 45        | 7       | 8    | Ralph Goveia               | Zâmbia                 | 24.18 |                  |
| 45        | 10      | 0    | Andriy Khloptsov           | Ucrânia                | 24.18 |                  |
| 47        | 6       | 4    | Ali Khalafalla             | Egito                  | 24.22 |                  |
| 47        | 8       | 7    | Cherantha de Silva         | Sri Lanka              | 24.22 |                  |
| 49        | 8       | 9    | Andrew James Digby         | Tailândia              | 24.23 |                  |
| 50        | 6       | 9    | Abbas Qali                 | Kuwait                 | 24.43 |                  |
| 51        | 7       | 9    | Anthony Barbar             | Líbano                 | 24.48 |                  |
| 52        | 2       | 4    | Amini Fonua                | Tonga                  | 24.50 |                  |
| 53        | 6       | 6    | Artur Barseghyan           | Armênia                | 24.55 | Recorde nacional |
| 54        | 2       | 1    | Philipp Adejumo            | Nigéria                | 24.58 |                  |
| 54        | 6       | 8    | N'Nhyn Fernander           | Bahamas                | 24.58 |                  |
| 56        | 5       | 4    | Bryan Alvaréz              | Costa Rica             | 24.73 |                  |
| 57        | 6       | 0    | Rafael Barreto             | Filipinas              | 24.74 |                  |
| 57        | 6       | 1    | Noah Al-Khulaifi           | Catar                  | 24.74 |                  |
| 59        | 6       | 2    | Lin Chieh-liang            | Taipé Chinesa          | 24.77 |                  |
| 60        | 2       | 0    | Jose Quintanilla           | Bolívia                | 24.86 |                  |
| 61        | 5       | 5    | Yousif Bu-Arish            | Arábia Saudita         | 25.10 |                  |
| 62        | 5       | 2    | Bernat Lomero              | Andorra                | 25.17 | '                |
| 63        | 5       | 3    | Vladislav Shuliko          | Quirguistão            | 25.20 |                  |
| 64        | 2       | 5    | Md Mahamudun Nobi Nahid    | Bangladesh             | 25.25 |                  |
| 65        | 5       | 7    | Malcolm Richardson         | Ilhas Cook             | 25.49 |                  |
| 66        | 5       | 0    | Jayhan Odlum-Smith         | Santa Lúcia            | 25.66 |                  |
| 67        | 2       | 8    | Mohammed Isam Sadeq Kazan  | Iraque                 | 25.95 |                  |
| 68        | 4       | 3    | Nabeel Hatoum              | Palestina              | 26.10 |                  |
| 68        | 4       | 6    | R.A.B Mohamed              | Quênia                 | 26.10 |                  |
| 70        | 1       | 6    | Ali Alkaabi                | Emirados Árabes Unidos | 26.16 |                  |
| 71        | 4       | 2    | Collins Saliboko           | Tanzânia               | 26.19 |                  |
| 72        | 5       | 8    | Davidson Vincent           | Haiti                  | 26.38 | Recorde nacional |
| 73        | 5       | 9    | Tryfonas Hadjichristoforou | Chipre                 | 26.45 |                  |
| 74        | 4       | 4    | Isiaka Irankunda           | Ruanda                 | 26.46 |                  |
| 75        | 4       | 5    | Dajenel Williams           | Granada                | 26.52 |                  |
| 76        | 4       | 7    | Troy Pina                  | Cabo Verde             | 26.73 |                  |
| 77        | 2       | 3    | A Ahmed Ali Yusuf          | Brunei                 | 26.85 |                  |
| 78        | 2       | 9    | Duran Alfonso              | Honduras               | 27.02 |                  |
| 79        | 1       | 2    | Nabil Ahmed Saleh          | Uganda                 | 27.54 |                  |
| 80        | 4       | 1    | P.Y.D Poku-Dwumoh          | Gana                   | 27.68 |                  |
| 81        | 2       | 2    | Carel Irakoze              | Burundi                | 27.72 |                  |
| 82        | 2       | 6    | Fakhriddin Madkamov        | Tajiquistão            | 27.73 |                  |
| 83        | 3       | 7    | Abobakr Abass              | Sudão                  | 27.74 |                  |
| 84        | 3       | 0    | Anubhav Subba              | Nepal                  | 27.95 |                  |
| 85        | 3       | 3    | Antonio Andrew Rodrigues   | Guiana                 | 28.21 |                  |
| 86        | 4       | 8    | Simanga Dlamini            | Essuatíni              | 28.54 |                  |
| 87        | 1       | 5    | Ratha Phin                 | Camboja                | 28.85 |                  |
| 88        | 3       | 6    | Achala Gekabel             | Etiópia                | 29.22 |                  |
| 89        | 4       | 9    | Nelson Batallones          | Marianas Setentrionais | 29.58 |                  |
| 90        | 3       | 1    | Albachir Mouctar           | Níger                  | 29.88 |                  |
| 91        | 4       | 0    | Slava Sihannouvong         | Laos                   | 29.99 |                  |
| 92        | 3       | 8    | Jack Parlee                | Turcas e Caicos        | 30.21 |                  |
| 93        | 3       | 5    | Jefferson Kpanou           | Benim                  | 30.79 |                  |
| 94        | 3       | 9    | Joshua Wyse                | Serra Leoa             | 31.59 |                  |
| 95        | 3       | 4    | Daniel Ranis               | Ilhas Marshall         | 31.73 |                  |
| 96        | 2       | 7    | Ian Salaka                 | Malawi                 | 32.62 |                  |
| 97        | 1       | 4    | Jessy Misak                | Vanuatu                | 33.19 |                  |
| 98        | 1       | 3    | H.T.H. Baidar              | Iêmen                  | 34.20 |                  |
|           | 5       | 6    | Thibaut Danho              | Costa do Marfim        | DNS   |                  |
|           | 7       | 1    | Bradlee Ashby              | Nova Zelândia          | DNS   |                  |
|           | 7       | 6    | Shane Ryan                 | Irlanda                | DNS   |                  |
|           | 10      | 8    | Caeleb Dressel             | Estados Unidos         | DNS   |                  |
|           | 3       | 2    | Houssein Ibrahim           | Djibuti                | DSQ   |                  |
|           | 5       | 1    | Ljupcho Angelovski         | Macedônia do Norte     | DSQ   |                  |

Desempate
O desempate para a semifinal ocorreu dia 14 de dezembro. 
| Posição | Raia | Nadador         | Nacionalidade | Tempo | Notas |
| ------- | ---- | --------------- | ------------- | ----- | ----- |
| 1       | 5    | Riku Pöytäkivi  | Finlândia     | 22.71 | Q     |
| 2       | 4    | Matheus Santana | Brasil        | 23.18 |       |

### Semifinal
A semifinal ocorreu dia 14 de dezembro. 
Semifinal 1
| Colocação | Raia | Nadador              | Nacionalidade     | Tempo | Notas |
| --------- | ---- | -------------------- | ----------------- | ----- | ----- |
| 1         | 5    | Chad le Clos         | África do Sul     | 22.34 | Q     |
| 2         | 3    | Mikhail Vekovishchev | Rússia            | 22.56 | Q     |
| 3         | 4    | Dylan Carter         | Trinidad e Tobago | 22.62 | Q     |
| 4         | 7    | Umitcan Gures        | Turquia           | 22.82 |       |
| 5         | 2    | Mehdy Metella        | França            | 22.83 |       |
| 6         | 6    | Yauhen Tsurkin       | Bielorrússia      | 22.84 |       |
| 7         | 8    | Riku Pöytäkivi       | Finlândia         | 22.94 |       |
| 8         | 1    | Niksa Stojkovski     | Noruega           | 23.19 |       |

Semifinal 2
| Colocação | Raia | Nadador          | Nacionalidade  | Tempo | Notas            |
| --------- | ---- | ---------------- | -------------- | ----- | ---------------- |
| 1         | 4    | Nicholas Santos  | Brasil         | 21.96 | Q                |
| 2         | 5    | Marius Kusch     | Alemanha       | 22.44 | Q                |
| 3         | 3    | Takaya Yasue     | Japão          | 22.52 | Q                |
| 4         | 2    | Takeshi Kawamoto | Japão          | 22.74 | Q                |
| 5         | 6    | Ryan Coetzee     | África do Sul  | 22.75 | Q                |
| 6         | 8    | Piero Codia      | Itália         | 22.76 | Recorde nacional |
| 7         | 1    | Matteo Rivolta   | Itália         | 22.79 |                  |
| 8         | 7    | Michael Andrew   | Estados Unidos | 22.81 |                  |

### Final
A final foi realizada em 15 de dezembro. 
| Colocação         | Raia | Nadador              | Nacionalidade     | Tempo | Notas                 |
| ----------------- | ---- | -------------------- | ----------------- | ----- | --------------------- |
| Medalha de ouro   | 4    | Nicholas Santos      | Brasil            | 21.81 | Recorde do campeonato |
| Medalha de prata  | 5    | Chad le Clos         | África do Sul     | 21.97 |                       |
| Medalha de bronze | 7    | Dylan Carter         | Trinidad e Tobago | 22.38 | Recorde nacional      |
| 4                 | 3    | Marius Kusch         | Alemanha          | 22.40 |                       |
| 5                 | 1    | Takeshi Kawamoto     | Japão             | 22.50 |                       |
| 6                 | 2    | Mikhail Vekovishchev | Rússia            | 22.60 |                       |
| 6                 | 6    | Takaya Yasue         | Japão             | 22.60 |                       |
| 8                 | 8    | Ryan Coetzee         | África do Sul     | 22.88 |                       |

Legenda
| Recorde mundial       | Recorde mundial (World record)               |                       | Recorde africano                      | Recorde africano (African) |                                           | Q | Classificado por posição (Qualified) |
| Recorde do campeonato | Recorde do campeonato (Championship record)  | Recorde da América    | Recorde da América (Americas)         | q                          | Classificado por melhor tempo (Qualified) |   |                                      |
| Melhor marca do ano   | Melhor marca do ano (World leading)          | Recorde asiático      | Recorde asiático (Asian)              | DNS                        | Não largou (Did not start)                |   |                                      |
| Recorde nacional      | Recorde nacional (National record)           | Recorde europeu       | Recorde europeu (European)            | DNF                        | Não terminou (Did not finish)             |   |                                      |
| Recorde pessoal       | Recorde pessoal do atleta (Personal best)    | Recorde da Oceania    | Recorde da Oceania (Oceania)          | DSQ / DQ                   | Desclassificado (Disqualified)            |   |                                      |
| Recorde da temporada  | Recorde da temporada do atleta (Season best) | Recorde sul-americano | Recorde sul-americano (South America) | NM                         | Sem marca (No mark)                       |   |                                      |